# Michael Beach
Michael Anthony Beach (ur. 30 października 1963 w Roxbury) – amerykański aktor i producent filmowy i telewizyjny. Współpracował z uznanymi reżyserami, takimi jak Tony Scott, James Cameron, Robert Altman i Mike Figgis.

## Życiorys

### Wczesne lata
Urodził się w Roxbury w stanie Massachusetts. Uczęszczał do prestiżowej Noble & Greenough School w Dedham w Massachusetts, gdzie otrzymał stypendium ABC (A Better Chance). W 1986 ukończył Juilliard School w Nowym Jorku.

### Kariera
Występował w lokalnym teatrze zanim rozpoczął współpracę z teatrem w Los Angeles, gdzie grał m.in. w komedii szekspirowskiej Wiele hałasu o nic. W 1992 roku wystąpił na nowojorskiej scenie Hudson Guild Theatre jako Nat Turner w widowisku Wniebowstąpienie Pańskie (Ascension Day). Ostatecznie zdecydował się na karierę w produkcjach filmowych i telewizyjnych.
Debiutował na ekranie w roli Alvina w dramacie Koniec linii (End of the Line, 1987) u boku Kevina Bacona, Wilforda Brimleya, Mary Steenburgen i Holly Hunter. Zagrał potem w dramacie Johna G. Avildsena Wesprzyj się na mnie (Lean on Me, 1989) z Morganem Freemanem i Beverly Todd, dramacie sensacyjnym Mike’a Figgisa Wydział wewnętrzny (Infernal Affairs, 1990) z Richardem Gere’em i Andym Garcíą, dramacie Martina Sheena Kompania karna (Cadence, 1990) z Charliem Sheenem, dreszczowcu Jeden fałszywy ruch (One False Move, 1992) wg scenariusza Billy’ego Boba Thorntona, dreszczowcu Tony’ego Scotta Prawdziwy romans (True Romance, 1993) z Christianem Slaterem i Patricią Arquette, melodramacie Foresta Whitakera Czekając na miłość (Waiting to Exhale, 1995) wg powieści Terry McMillan z Whitney Houston oraz komediodramacie Przepis na życie (Soul Food, 1997) z Vanessą L. Williams.
W serialu NBC Ostry dyżur (ER, 1995-97) zagrał postać Ala Bouleta, byłego męża asystentki lekarza Jeanie Boulet (Gloria Reuben). Pojawił się też w teledysku do piosenki Babyface i Steviego Wondera „How Come, How Long” (1997). W serialu NBC Brygada ratunkowa (Third Watch, 1999–2005) wystąpił jako idealistyczny sanitariusz Monte „Doc” Parker.
17 grudnia 1989 roku ożenił się z Tracey E. Broderick, z którą ma czwórkę dzieci: trzy córki – Tyler, Alex i Quincey, oraz syna Roarke. Jednak 1 stycznia 2006 roku rozwiódł się. 23 czerwca 2007 roku poślubił aktorkę Elishę Wilson. Zamieszkał w Los Angeles.

## Filmografia

### Filmy fabularne
- 1987: Koniec linii (End of the Line)
- 1987: Podejrzany (Suspect) jako mężczyzna na parkingu
- 1988 Open Admissions (TV) jako Calvin
- 1989: Wesprzyj się na mnie (Lean on Me) jako pan Larry Darnell
- 1989: Otchłań (The Abyss)
- 1990: Wydział wewnętrzny (Infernal Affairs) jako Dorian Fletcher
- 1990: Kompania karna (Cadence) jako Webb
- 1990: Dangerous Passion jako Steve
- 1991: Spóźnieni na obiad (Late for Dinner) jako dr David Arrington
- 1992: Jeden fałszywy ruch (One False Move) jako Lenny „Pluto” Franklin
- 1993: Na skróty (Short Cuts) jako Jim Stone
- 1993: Prawdziwy romans (True Romance) jako oficer Wurlitzer
- 1994: Knight Rider 2010 (TV) jako szeryf Will McQueen
- 1995: Czekając na miłość (Waiting to Exhale) jako John Harris Sr.
- 1995: Złe towarzystwo (Bad Company) jako Tod Stapp
- 1996: Historia Earla „Kozła” Manigaulta (Rebound: The Legend of Earl „The Goat” Manigault, TV) jako Legrand
- 1996: Wszystko zostaje w rodzinie (A Family Thing) jako Virgil Murdoch
- 1997: Przepis na życie (Soul Food) jako Miles
- 1997: Brzemię białego człowieka (White Man’s Burden) jako policjant
- 1997: Mniejsze zło (Casualties ) jako Clark Cooper
- 1999: Ludzie mafii (Made Men) jako Miles
- 2008: Święty szmal (First Sunday) jako Deacon
- 2008: Hell Ride jako Goody Two-Shoes
- 2008: Gwiezdne wrota: Arka Prawdy (wideo) jako pułkownik Abe Ellis
- 2013: Sparkle jako wielebny Bryce
- 2013: Naznaczony: rozdział 2 (Insidious: Chapter 2) jako detektyw Sendal
- 2016: Dzień patriotów (Patriots Day) jako Deval Patrick
- 2018: Aquaman jako Jesse Kane

### Seriale TV
- 1994: South Central jako Isaiah Washington
- 1995: Dotyk anioła jako Sam Mitchell
- 1995: Prawo i bezprawie jako pan Elliot
- 1995-97: Ostry dyżur (ER) jako Al Boulet
- 1999–2005: Brygada ratunkowa (Third Watch) jako Monte „Doc” Parker
- 2004: Prawo i porządek: sekcja specjalna jako Andy Abbott
- 2004–2006: Liga Sprawiedliwych bez granic jako Michael Holt / diabeł Ray (głos)
- 2006: Bracia i siostry jako Noah Guare
- 2006: Bez śladu jako Chuck Barr
- 2007: Zabójcze umysły jako ks. Marks
- 2007–2008: Gwiezdne wrota: Atlantyda jako pułkownik Abe Ellis
- 2010: Magia kłamstwa (Lie to me) jako James
- 2010–2014: Synowie Anarchii (Sons of Anarchy) jako Taddarius Orwell 'T.O.' Cross
- 2011: Chirurdzy (Grey’s Anatomy) jako pan Baker
- 2012: Agenci NCIS jako detektyw metro Robert Flowers
- 2014: Stan kryzysowy (Crisis) jako dyrektor FBI Olsen
- 2015: Podejrzany (Secrets and Lies) jako Arthur Fenton
- 2015: Czarna lista (The Blacklist) jako Brad Marking
- 2016: Zagrywka jako Bill Baker
- 2016: The 100 jako Charles Pike
- 2017: Skorpion jako Sandhog Chief